# E.ON Hungária Zrt.
Az E.ON Hungária Zrt. áram- és gázszolgáltatással, valamint energiatermeléssel foglalkozó magyar vállalatcsoport.

## Cégtörténet
Jogelődje a Bayernwerk Hungária Zrt., mely több magyarországi energiaipari vállalkozásban rendelkezett kisebbségi részesedéssel 1995 óta (Dél-dunántúli Áramszolgáltató Rt. (DÉDÁSZ), Tiszántúli Áramszolgáltató Rt. (TITÁSZ) és Észak-dunántúli Áramszolgáltató Rt. (ÉDÁSZ), a gázszolgáltatók közül Közép-dunántúli Gázszolgáltató Rt. (KÖGÁZ)). 1998-ban a Tiszántúli Áramszolgáltató Rt-ben is többségi tulajdonra tesz szert az akkori Bayernwerk Hungária. Miután a Bayernwerk Hungária Zrt. anyavállalata, a Bayernwerk egyesült a PreussenElektra nevű társassággal, a magyarországi leányvállalat E.ON Hungária néven folytatta tevékenységét.
2002-ben az E.ON Hungária a Gazdasági Versenyhivatal engedélyével többségi részesedést szerez az Észak Dunántúli Áramszolgáltató Részvénytársaságban. 2004-ben a Magyar Energia Hivatal hozzájárulásával az E.ON Hungária részesedést szerez a DDGÁZ Rt-ben (49,82%). Ugyanebben az évben az áram és földgáz szolgáltató társaságok cégneveinek megváltoztatása is megtörténik (Titász helyett E.ON Tiszántúli Áramszolgáltató, Édász helyett E.ON Észak-dunántúli Áramszolgáltató, és Dédász helyett E.ON Dél-dunántúli Áramszolgáltató), majd nyilvános vételi ajánlat keretében az E.ON Hungária teljesen felvásárolja e három áramszolgáltatót. 2005 áprilisában további két társaságban szerez az E.ON Hungária többségi részvénypakettet (KÖGÁZ Rt.-ben 70,88% és DDGÁZ Rt.-ben 50,02%), majd 2006-ban a Dél-dunántúli Gázszolgáltató Részvénytársaságban növelte meglévő részesedését 99,94%-ra.

## Társasági struktúra
A két földgáz- és három áramszolgáltató vállalat részlegei közötti párhuzamosságokat úgy szüntették meg, hogy a mindegyik szolgáltató által igénybe vett feladatokat külön leányvállalatokba szervezték. Így jött létre E.ON Ügyfélszolgálati Kft., mely mindegyik földgáz és áram szolgáltató társaság közös ügyfélszolgálataként működik 2007 óta. Hasonló meggondolásból jött létre az E.ON Hálózati Szolgáltató Kft.-t, mely szolgáltatásokat nyújt az E.ON Hungária Zrt. valamennyi áram- és gázszolgáltató társasága számára. Az ingatlan- és jármű üzemeltetéshez kapcsolódó szolgáltatások, valamint a logisztikai, kontrolling, pénzügyi és számviteli feladatok az E.ON Gazdasági Szolgáltató Kft. hatáskörébe tartoznak. Az ügyfelekkel az energiaellátási szerződést az egyetemes szolgáltatói és versenykereskedelmi engedéllyel rendelkező E.ON Energiaszolgáltató Kft. köti meg. Az így kialakított struktúrában az E.ON Hungária csoportszinten biztosítja a menedzsment-feladatokat (jog, humán erőforrás, hálózati eszközök, marketing, valamint informatika).
2009. február 1-jétől az E.ON Hungária az E.ON vállalatcsoport magyarországi platformszervezeteként működik. Az átalakításnak köszönhetően az összes magyarországi E.ON vállalat nevében az E.ON Hungária Zrt. felel a közvélemény tájékoztatásáért és a döntéshozókkal való kapcsolattartásért.

## Áramszolgáltatás
Az E.ON Hungária csoport 12,1 TWh áramot értékesített 2009-ben. Ezzel e társaságok magyar árampiaci részesedése megközelítőleg 44 százalék volt (E.ON Dél-dunántúli Áramhálózati Zrt. szolgáltatási területén 12%, az E.ON Észak-dunántúli Áramhálózati Zrt szolgáltatási területén 20%, az E.ON Tiszántúli Áramhálózati Zrt. pedig 12%). Az E.ON által működtetett villamos vezetékrendszer teljes hossza 82.302 km. Az E.ON Hungária csoport három áramszolgáltatója számára az üzemeltetési és üzemzavar-elhárítási feladatokat az E.ON Hálózati Szolgáltató Kft., a hálózatépítési, üzemeltetési és karbantartási munkákat az EH SZER Energetikai és Távközlési Hálózatépítő és Szerelő Kft. látja el 2003 óta.

## Földgázszolgáltatás
Az E.ON Hungária két leányvállalata foglalkozik földgázelosztással: az E.ON Dél-dunántúli Gázhálózati Zrt. és az E.ON Közép-dunántúli Gázhálózati Zrt. A két társaság 2008-ban a közüzemi földgázelosztói üzletágban 11%-os piaci részesedéssel rendelkezett Magyarországon. Az E.ON Hungária csoport földgáz elosztó hálózat hossza 17.116 km (2009).

## Villamosenergia termelés
Az E.ON Hungária csoport teljes villamos energia termelő kapacitása meghaladja a 240 MW-ot. A legnagyobb kapacitású erőmű a Debreceni Kombinált Ciklusú Erőmű, melynek teljesítménye 95 MW. Az E.ON Hungária három szélerőművel (egy Kulcs községben, kettő Mosonszolnokon) rendelkezik, melyek összkapacitása 1,8 MW. A teljes magyar áramtermelési ágazatban az E.ON Hungária csoport piaci részesedése 2,8 százalék.

### A gönyűi erőmű
2006 szeptemberében az E.ON Kraftwerke GmbH 100%-os leányvállalata, az E.ON Erőművek Kft. bejelentette szándékát, hogy a Győr-Moson-Sopron megyében fekvő Gönyűn egy új, kombinált ciklusú erőművet kíván építeni. 2008 szeptemberében az E.ON Erőművek Kft. a környezetvédelmi és vízügyi hatóságokkal történt egyeztetés után megkapta az erőmű építéséhez szükséges egységes környezethasználati engedélyt.
2009. március 26-án került sor az alapkőletételre. Még ugyanabban az évben a helyszínre szállították a fő berendezéseket: a gázturbinát, a generátort, a főtranszformátort és a gőzturbina alkatrészeit. 2010 júliusában sikeresen lezajlott az "első gyújtás", 2010 augusztusában már az ún. "első szinkronizálásra" is sor került, amelynek során az erőmű először termelt áramot.
A kombinált ciklusú erőművet hivatalosan 2011. június 27-én adták át, az ünnepségen részt vett Schmitt Pál köztársasági elnök, Bencsik János klíma- és energiaügyért felelős államtitkár, Bernhard Fischer, az E.ON Generation vezérigazgatója, Konrad Kreuzer, az E.ON Hungária Zrt. igazgatóságának elnöke, valamint Major Gábor, Gönyű polgármestere.
A gönyűi erőmű teljesítménye bruttó 433 MW, mely energiamennyiség 600.000 háztartás éves energiaigényének fedezésre alkalmas, így Magyarország áramigénynek 9 százalékát tudja fedezni. Az erőmű fontosabb alkatrészeit a Siemens szállította (SGT5-4000F típusú gázturbinát, a gőzturbinát és a hidrogénhűtésű generátort). A gönyűi erőmű hatásfoka 58% felett van, mely világviszonylatban is kiemelkedő teljesítménynek számít (a gönyűihez hasonló drezdai 280 MW-os Drewag erőmű hatásfoka 45%). A két év alatt, 100 milliárd forintos beruházás keretében elkészült erőmű éves földgázfelhasználása várhatóan 580 millió köbméter lesz.

## Hőtermelés
Az E.ON Hungária csoport hőtermelési kapacitása több mint 1000 MW. A helyi távfűtésben nagyobb iparvállalatok mellett (Audi, Michelin) közel 70.000 ügyfelet látnak el.

## Társadalmi szerepvállalás

### E-mobilitás program
Az E.ON Hungária az elektromos járművek elterjedését, az e-mobilitást egy több elemből álló programmal támogatta. „Az Energia új utakon” elnevezésű projekt első lépcsőfoka a budapesti Kempinski Hotel Corvinusban több elektromos töltőállomás kialakítása volt 2011 őszén. Két töltőállomást úgy alakították ki, hogy többféle töltési módot is igénybe vehessenek az e-járművel rendelkezők. A hagyományos, egyfázisú töltővel 6-8 óra töltési idővel kell számolni, a kimondottan elektromos autóknál alkalmazott csatlakozókkal (pl. a Mennekes csatlakozó) mindössze 2-3 óra. 2012-ben folytatódott a további töltőállomások felállítása: Budapest után Győrben, Tatán és Mosonmagyaróváron állított üzembe az E.ON Hungária kétféle csatlakozóval rendelkező e-töltőkutakat, azzal a céllal, hogy elektromos autóval is meg lehessen tenni a Budapest-Bécs útvonalat. Hasonló útvonal épült ki a Balaton irányába is, az egyik töltőállomás Székesfehérvárra került, további négy a Balaton körül fekvő településekre (Siófok, Fonyód, Keszthely, Balatonfüred). Ezen kívül további helyszíneken is létesített az E.ON e-töltő állomásokat (Budapest – Normafa, Sopron).
Az E.ON saját járműflottájába is vásárolt elektromos meghajtású autókat, hogy elősegítse a hazai e-mobilitás megindulását.